# Mare Orientale

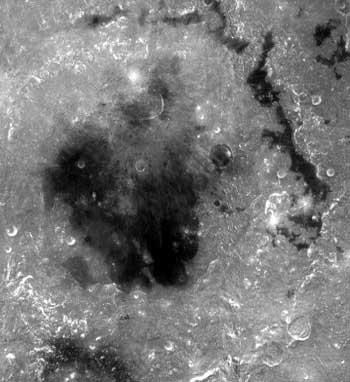
Mare Orientale

De Mare Orientale (Latijn: Zee van het oosten) is een mare op de Maan. De mare ligt aan de uiterst westelijke rand van de zichtbare zijde van de Maan en is daarom vanaf Aarde moeilijk zichtbaar. De mare is ongeveer 900 kilometer in doorsnee en heeft een ronde vorm. In tegenstelling tot de meeste maria op de Maan is het vloedbasalt van de Mare Orientale over een relatief klein deel van het inslagbekken uitgevloeid, zodat veel van de structuur van het inslagbekken te zien is.

## Naamgeving

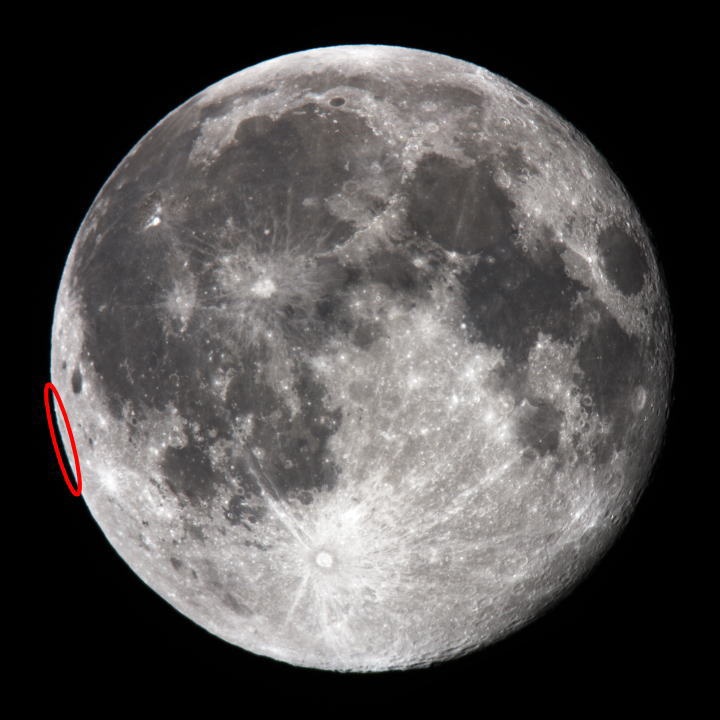
De locatie van Mare Orientale

De naam Mare Orientale werd gegeven in de tijd dat die zijde van de Maan als het oosten beschouwd werd. De naam werd waarschijnlijk voor het eerst gebruikt door de Duitse astronoom Julius Franz in zijn boek Der Mond (1906). In 1961 besloot de Internationale Astronomische Unie dat oost en west op de maan voortaan andersom golden. In de jaren 60 ontdekte Gerard Kuiper aan de hand van door ruimtesondes gemaakte foto's, dat de mare in feite een enorm inslagbekken is. Een andere methode om de juiste vorm van Mare Orientale te zien te krijgen was uitgevonden door William K. Hartmann. Hij projecteerde een gewone foto van de volle maan op een witte bol, en aan de linkerkant van de bol ontdekte hij de ware cirkelvorm van de oostelijke (naar de aarde gekeerde) rand van het inslagbekken.

## Uiterlijk
Het binnenste gedeelte van de Mare Orientale is bedekt door een waarschijnlijk minder dan een kilometer dikke laag basalt. De inslag waarmee het bekken gevormd werd zorgde voor het ontstaan van drie ringen van golven in het maanoppervlak rondom de mare. De binnenste twee ringen vormen de Montes Rook, de buitenste ring de Montes Cordillera, met een diameter van ongeveer 930 km. Ejecta uit het inslagbekken zijn te vinden vanaf de voet van de Montes Cordillera tot 500 km daarvandaan. De ejecta liggen in lineaire patronen, die doen denken aan straalsystemen van inslagkraters. Op de antipode van de Mare Orientalis ligt de Mare Marginis; het is mogelijk dat de vorming van de twee mares verband met elkaar heeft.

## Ouderdom en vorming
Omdat er nooit materiaal van Mare Orientale is teruggebracht door het Apolloprogramma zijn de precieze ouderdommen van zowel de mare als het inslagbekken alsook de tijdvakken waarin ze gevormd werden niet bekend. Het is mogelijk dat het om het jongste inslagbekken op de maan gaat, iets jonger dan het inslagbekken van Mare Imbrium, dat rond 3,85 miljard jaar geleden gevormd werd. Het materiaal dat bij de vorming van het bekken verspreid werd is uit het Vroeg Imbrium, terwijl het marebasalt uit het Laat Imbrium komt.

## Onbekend gebied tijdens het Apolloprogramma
Van Mare Orientale bestaan slechts een handjevol orbitale foto's genomen tijdens het Apolloprogramma. Deze foto's zijn in het zwakke gereflecteerde zonlicht van de half verlichte Aarde gemaakt. Enkel de oostelijke kant van Mare Orientale is op deze foto's te zien. De westelijke kant (op de achterzijde van de Maan) was tijdens het gehele Apolloprogramma nooit door de zon verlicht, alsook niet door de Aarde. Dit westelijke gedeelte van de achterzijde van de Maan was dus steeds de donkere kant, terwijl het oostelijk gedeelte van de achterkant steeds in het zonlicht verkeerde. Mare Smythii, recht tegenover Mare Orientale, was dan ook het meest gefotografeerde gebied op de Maan, omdat de zon daar steeds in het zenit stond, en omdat de banen van alle CSM-LM combinaties elkaar daar kruisten.